# Prova de bombament

Secció d'un aqüífer típic

Una prova de bombament (o prova d'aqüífer) es realitza per avaluar un aqüífer, «estimulant-lo» a través del bombeig constant i observar la «resposta» de l'aqüífer en els pous d'observació. La prova de bombament és una eina comuna que els hidrogeòlegs utilitzen per caracteritzar un sistema d'aqüífers, el llit de baixa permeabilitat al llarg d'un aqüífer, i els límits del sistema de flux.
Una prova d'indicació és una variació de la prova típica de bombament on es realitza un canvi instantani (augment o disminució) i els efectes s'observen en el mateix pou. Això s'utilitza sovint en entorns geotècnics o d'enginyeria per obtenir una estimació ràpida (minuts en comptes de dies) de les propietats de l'aqüífer al voltant del pou.
Normalment les proves de bombament s'interpreten utilitzant un model analític de flux d'aqüífer (la més fonamental és la solució Theis) que coincideixi amb les dades observades en el món real, assumint que els paràmetres del model idealitzat s'apliquen a l'aqüífer del món real. En casos més complexos, es pot utilitzar un model numèric per analitzar els resultats d'una prova de bombament, però afegir complexitat no garanteix millors resultats (vegeu navalla d'Occam).
Les proves de bombament es diferencien de les proves de pou, ja que el comportament del pou és principalment preocupant en aquest últim, mentre que les característiques de l'aqüífer es quantifiquen al moment. Sovint, durant les proves d'aqüífer s'utilitzen un o més pous de monitoreig, o piezòmetres (com a «punt» d'observació dels pous). Un pou de monitoreig és simplement un pou que no s'està bombant (però que s'utilitza per controlar la càrrega hidràulica de l'aqüífer). Normalment, els pous de control i els pous de bombament estan connectats a través dels mateixos aqüífers.

## Característiques generals
Normalment es realitza una prova de bombament mitjançant el bombament d'aigua d'un pou a un ritme constant i durant almenys un dia, alhora que es mesuren acuradament els nivells d'aigua dels pous de control. Quan l'aigua es bomba del pou de bombeig, la pressió en l'aqüífer que alimenta el pou disminueix. Aquesta disminució de la pressió apareixerà com a disposició (canvi en la càrrega hidràulica) en un pou d'observació. La disposició disminueix amb la distància radial del pou de bombeig i augmenta durant el temps que es bombeja.
Les característiques de l'aqüífer que són avaluades per la majoria de les proves de bombament són:
- Conductivitat hidràulica: és una mesura de velocitat de l'aigua; és igual a la relació entre la velocitat del flux d'aigua a través d'una unitat de l'àrea transversal d'un aqüífer, i la unitat de gradient hidràulic. La unitat en SI que s'utilitza per la conductivitat hidràulica és m³/(dia m²) (però freqüentment es redueix a m/dia o equivalent).
- Emmagatzematge específic o emmagatzematge: és una mesura de la quantitat d'aigua que un aqüífer pot emmagatzema i que pot variar si canvia la càrrega hidràulica.
- Transmissivitat: és una mesura de quantitat d'aigua; és igual a la relació entre la velocitat a què es transmet l'aigua a través del gruix sencer d'un aqüífer per unitat d'ample, i la unitat de gradient hidràulic.

Les característiques addicionals de l'aqüífer, que a vegades s'avaluen depenent del tipus d'aqüífer, inclouen:
- Rendiment específic o porositat drenable: és la mesura de la quantitat total d'aigua d'un aqüífer no confinat que es pot obtenir un cop s'hagi drenat completament;
- Coeficient de fuites: alguns aqüífers estan limitats per aqüitards[Nota 1] que lentament deixen marxar l'aigua de l'aqüífer, proporcionant un descens addicional del nivell de l'aigua.
- La presència de d'aqüífers limitats (recàrrega o sense flux) i la seva distància des del pou de bombament i els piezòmetres.

## Mètodes d'anàlisis
S'ha de triar un model o solució apropiada per a l'equació del flux d'aigua subterrània per adaptar-se a les dades observades. Hi ha molts models per triar, depenent de quins factors es considerin importants, incloent:
- filtracions d'aqüitards,
- flux no confinat (retarda el rendiment),
- penetració parcial dels pous de bombament o d'observació,
- radi del pou adequat (perquè es pot produir acumulació d'aigua al pou),
- porositat dual (típic en roques fracturades),
- aqüífers anisotròpics,
- aqüífers heterogenis,
- aqüífers finits (els efectes dels límits físics es veuen en la prova),
- combinacions de les situacions anteriors.

Gairebé tots els mètodes de solucions de proves d'aqüífers es basen en la solució de Theis, que es basa en els supòsits més simples. Altres mètodes analitzen una o més de les suposicions considerades en la solució de Theis i, per tant, obtenen un resultat més flexible (però més complex).

### Solució transitòria de Theis

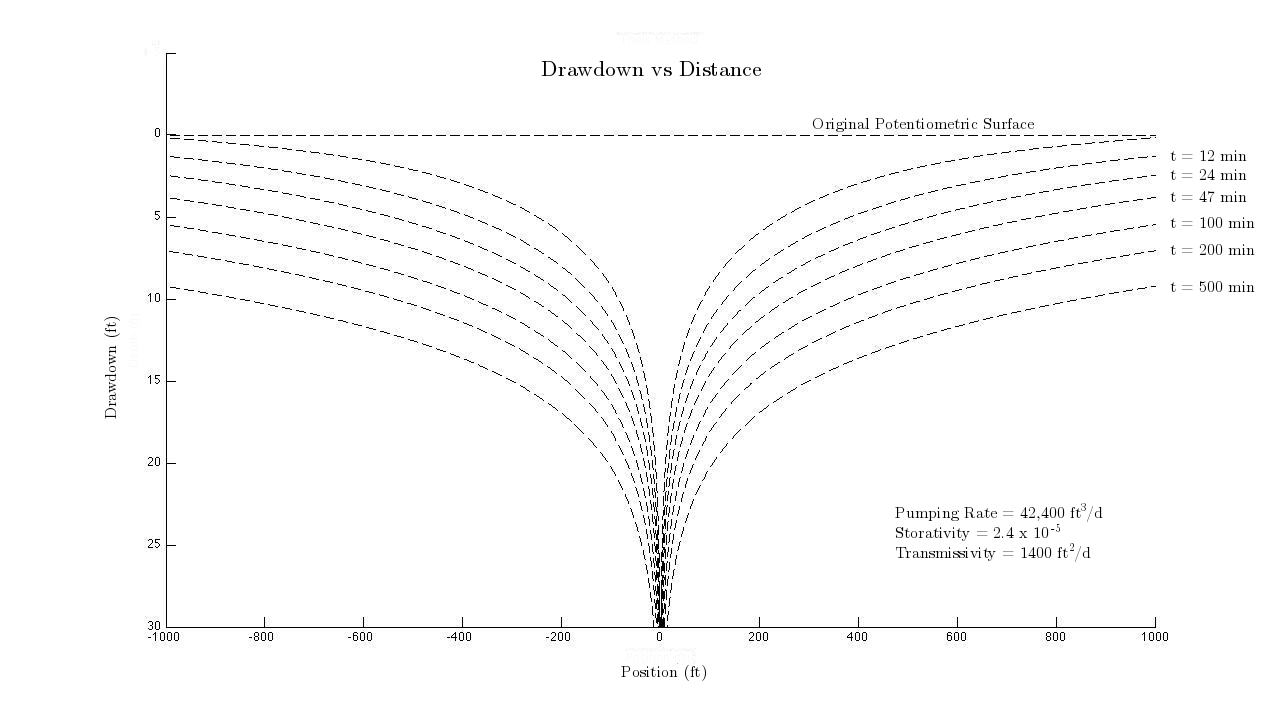
Gràfic de la solució transitòria de Theis per a la distància radial amb relació a la disposició a través del temps

L'equació de Theis va ser creada per Charles Vernon Theis (treballador del Servei Geològic dels Estats Units) el 1935, a partir de la literatura de la transferència de calor (amb l'ajuda matemàtica de CI Lubin), per a un flux radial bidimensional en un punt d'origen d'un aqüífer infinit i homogeni.
L'equació de Theis és:
{\displaystyle {\begin{aligned}s&={\frac {Q}{4\pi T}}W(u)\\[0.5em]u&={\frac {r^{2}S}{4Tt}}\end{aligned}}}
on 
- s és la disposició (canvi en la càrrega hidràulica en un punt des del començament de la prova),
- u és un paràmetre temporal adimensional,
- Q és la velocitat de descàrrega (bombament) del pou (volum/temps, o m³/ s),
- T i S són la transmissivitat i el coeficient d'emmagatzament de l'aqüífer al voltant del pou (m²/s i sense unitat, respectivament),
- r és la distància entre el bombeig i el punt on s'observa la disposició (metres),
- t és el moment des que va començar el bombament (segons),
- W(u) és la «funció del pou» (anomenada exponencial integral (E1), fora de la literatura hidrogeològica). El valor de la «funció del pou» es pot aproximar per la sèrie infinita

{\displaystyle {\begin{aligned}W(u)=-0.577216-\ln(u)+u-{\frac {u^{2}}{2\times 2!}}+{\frac {u^{3}}{3\times 3!}}-{\frac {u^{4}}{4\times 4!}}+\cdots \end{aligned}}}
Típicament, s'utilitza aquesta equació per trobar els valors mitjans de T i S prop d'un pou de bombament a partir de dades la disposició recollides durant una prova de bombament. Aquesta és una forma senzilla de modelatge invers, ja que el resultat (s) es mesura en el pou; r, t i Q són valors observats; i els valors de T i S que millor reprodueixen les dades mesurades es col·loquen en l'equació fins a trobar el millor ajust entre les dades observades i la solució analítica trobada.
La solució de Theis es basa en els següents supòsits:
- el flux de l'aqüífer està adequadament descrit per la llei de Darcy (per exemple, Re<10),
- aqüífer homogeni, isotròpic i confinat,
- el pou és totalment penetrant (obert a tot l'espessor (b) de l'aqüífer),
- el pou té un radi zero (com una línia vertical), per tant, no es pot emmagatzemar aigua al pou i el bombament és més eficient,
- el pou té un índex de bombament Q constant,
- la pèrdua de la càrrega hidràulica sobre el nivell del pou és insignificant,
- l'aqüífer és infinit en sentit radial,
- els límits superiors i inferiors d'aqüífers horitzontals (no inclinats) són plans i impermeables (sense filtracions),
- el flux d'aigua subterrània és horitzontal
- no hi ha altres pous o canvis a llarg termini en els nivells d'aigua regionals (tots els canvis en la potenciometria superficial són només el resultat del pou de bombament).

Tot i que aquestes hipòtesis poques vegades es compleixen, depenent del grau de violació (per exemple, si els límits de l'aqüífer estan molt més enllà de la part de l'aqüífer que serà provada per la prova de bombeig), la solució pot ser útil .

### Solució de Cooper-Jacob
La solució de Cooper-Jacob correspon a una generalització gràfica de la solució de Theis. És de gran utilitat quan s'analitzen les dades del bombament directament en el camp, ja que és una solució molt simple, però que lliura resultats molt similars als de la solució de Theis.

### Solució de Thiem de l'estat estable
L'estat estable del flux radial d'un pou de bombament s'anomena sovint «solució de Thiem», que es tracta de l'aplicació de la llei de Darcy als volums de la carcassa cilíndrica del control del bombament (és a dir, dos cilindres concèntrics, un dins de l'altre).
Normalment aquesta solució s'escriu com:
{\displaystyle h_{0}-h={\frac {Q}{2\pi T}}\ln \left({\frac {R}{r}}\right)}
on 
- h0 és la càrrega hidràulica del fons,
- h0 - h és la disposició a la distància radial r del pou de bombament,
- Q és la velocitat de descàrrega del pou de bombament (a l'origen),
- T és la transmissivitat
- R és el radi d'influència, o la distància a la qual la càrrega hidráulica segueix sent h0.

Aquestes condicions (estat estable del flux d'un pou de bombament sense límits propers) mai no es produeixen realment a la natura, però sovint es pot utilitzar com a aproximació a les condicions reals; la solució es deriva assumint que hi ha una circulació constant del flux al límit de la càrrega hidràulica (per exemple, un llac o un riu en contacte complet amb l'aqüífer) que envolta el pou de bombament a una distància R.

### Altres mètodes de solució
Altres solucions inclouen:
- Hantush-Jacob
- Neuman (per a aqüífers lliures)
- Boulton (per a aqüífers anisotròpics)